# Шиковская волость

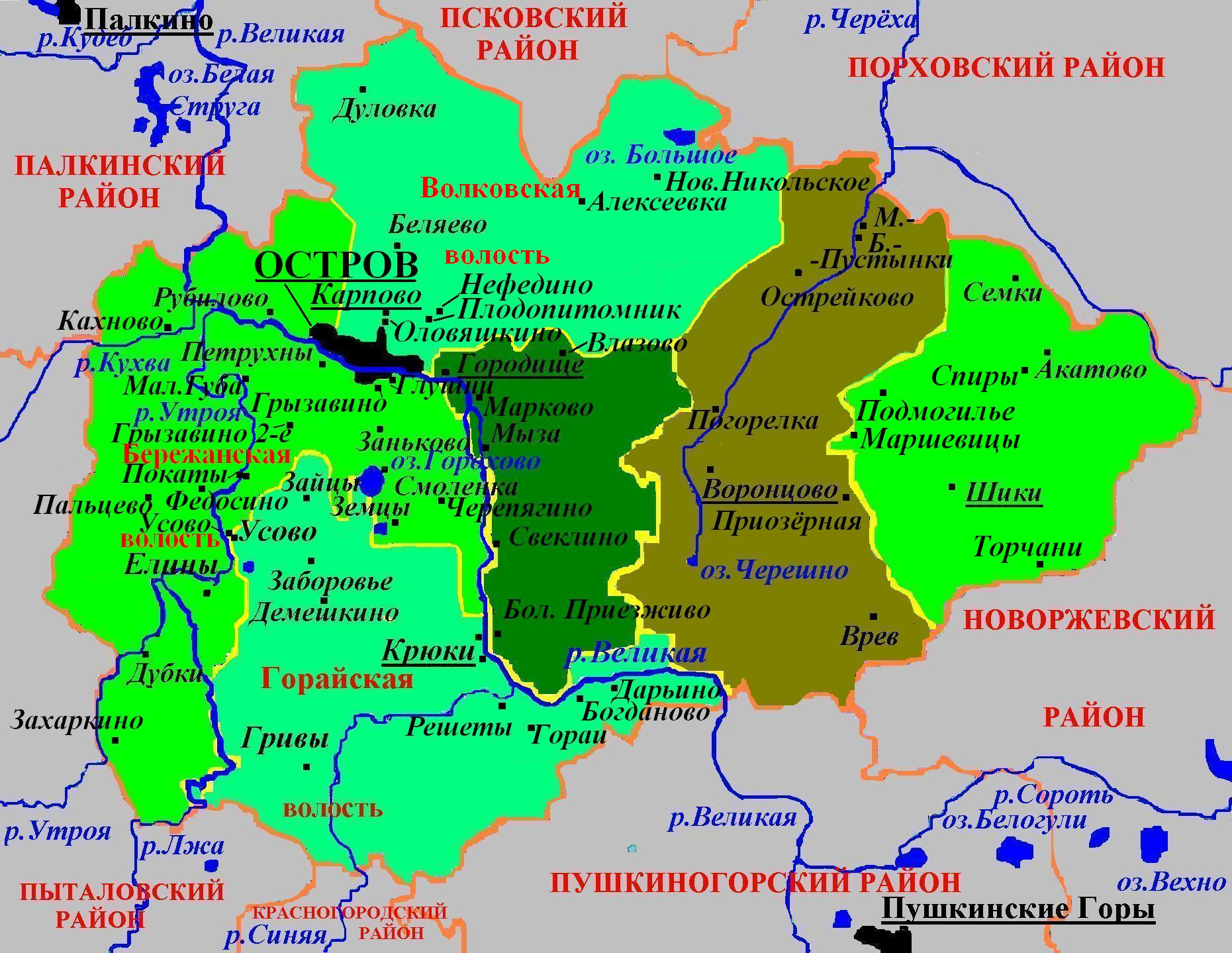
Административное деление Островского района в 2010—2015 годах

Шиковская волость — бывшие (c 1995 до 2015) административно-территориальная единица 3-го уровня и (с 2006 до 2015) муниципальное образование со статусом сельского поселения в Островском районе Псковской области России.
Административный центр — деревня Шики.

## География
Территория волости граничила на западе с Воронцовской волостью Островского района, на юго-востоке — с Новоржевским районом, на северо-востоке — с Порховским районом Псковской области.

## Население
| 2002 | 2010 | 2012 | 2013 | 2014 | 2015 |
| ---- | ---- | ---- | ---- | ---- | ---- |
| 1074 | ↘716 | ↘664 | ↘646 | ↘593 | ↘583 |

## Населённые пункты
В состав Шиковской волости входило 75 (76) деревень: Акатово, Агрофенино, Алипино, Ануры, Белое, Быки, Блины, Бураки, Беляи, Бороносово, Безмалиха, Владимирец, Высокосы, Вахромеево, Галани, Горушка, Горшихино, Гришино, Губино, Дурново, Загорье, Зехново, Иваново, Коробово, Кириловское, Комиссары, Котельно, Коноплюшка, Косорово, Лаврово, Логовино, Луговское, Мухи, Михалевка, Маршевицы, Макуши, Михны, Мокрица, Новино, Никитино, Обрубы, Ольхово-Барское, Петрово, Подвязье, Подрезово, Подборовье, Прощенки, Поддубно, Попово, Пустошка, Подмогилье, Ровное, Сигорицы, Сонино, Сипово, Стешово, Степаново, Семки, Садки, Спиры, Скуратово, Туманы, Тюрево, Тетерино, Торчани, Тропкино, Ульяненки, Устье, Федоровское, Федотинки, Ферково, Хорево, Черничино, Шики, Щекотово, Южново.

## История
Территория этой бывшей волости в 1927 году вошла в Выборский район в виде ряда сельсоветов, в том числе Шиковского сельсовета. Постановлением Президиума ВЦИК от 1 января 1932 года Шиковский, Шалашинский, Сонинский, Степановский, Фёдоровский сельсоветы были включены в Славковский район.
Постановлением Президиума ВЦИК от 15 февраля 1935 года Шиковский, Шалашинский, Степановский, Фёдоровский сельсоветы переданы в состав новообразованного Сошихинского района.
Постановлением Президиума ВЦИК от 10 октября 1937 года в Сошихинский район был передан Сонинский сельсовет.
Указом Президиума Верховного Совета РСФСР от 16 июня 1954 года Сонинский и Фёдоровский сельсоветы были включены в Шалашинский сельсовет Сошихинского района, Степановский — в Шиковский сельсовет Сошихинского района.
Указом Президиума Верховного Совета РСФСР от 3 октября 1959 года Шалашинский и Шиковский сельсоветы упразднённого Сошихинского района были переданы в Новоржевский район.
Решением Псковского облисполкома от 13 февраля 1960 года Шалашинский сельсовет был упразднён и включён в Шиковский сельсовет.
Указом Президиума Верховного Совета РСФСР от 1 февраля 1963 года Шиковский сельсовет был передан из состава Новоржевского района в Островский район.
Постановлением Псковского областного Собрания депутатов от 26 января 1995 года все сельсоветы в Псковской области были переименованы в волости, в том числе Шиковский сельсовет был превращён в Шиковскую волость.
Законом Псковской области от 28 февраля 2005 года было также образовано муниципальное образование Шиковская волость со статусом сельского поселения с 1 января 2006 года в составе муниципального образования Островский район со статусом муниципального района.
В апреле 2015 года Шиковская волость была упразднена и включена в состав Воронцовской волости.